# 부르키나파소의 국기

부르키나파소의 국기 비율 2:3

1960년부터 1984년까지 사용된 국기 (오트볼타의 국기)

부르키나파소의 국기는 현재의 국호로 변경된 1984년 8월 4일에 제정되었다.
빨간색과 초록색 두 가지 색으로 구성된 가로 줄무늬 바탕 가운데에 노란색 별이 그려져 있다. 빨간색은 혁명을, 초록색은 희망과 풍요로움을, 노란색 별은 풍부한 지하자원을 의미한다. 
과고 오트볼타 시절에 사용한 국기는 옛 독일 제국의 국기와 비슷해보이는데 아래의 빨간색이 연하게 보이는 것이 다르다.

## 색상
| 색상 | 빨강                | 초록               | 노랑                 |
| ---- | ------------------- | ------------------ | -------------------- |
| RGB  | 239–43–45 (#EF2B2D) | 0–158–73 (#009E49) | 252–209–22 (#FCD116) |

## 같이 보기
- 부르키나파소의 국장
- 범아프리카색